# General Tinio
General Tinio (fino al 1957 Papaya) è una municipalità di seconda classe delle Filippine, situata nella Provincia di Nueva Ecija, nella regione di Luzon Centrale.
General Tinio è formata da 12 baranggay:
- Bago
- Concepcion
- Nazareth
- Padolina
- Pias
- Poblacion Central
- Poblacion East
- Poblacion West
- Pulong Matong
- Rio Chico
- Sampaguita
- San Pedro (Pob.)